# Metrarabdotos jani
Metrarabdotos jani is een mosdiertjessoort uit de familie van de Metrarabdotosidae. De wetenschappelijke naam van de soort werd voor het eerst geldig gepubliceerd in 2014 door Winston, Vieira en Woollacott.